# Românești, Prahova
Românești este un sat în comuna Bărcănești din județul Prahova, Muntenia, România.
Românești a fost reședința comunei Românești, formată la 1902 din satele Românești și Pușcași. Această comună avea atunci 794 de locuitori, o școală și o biserică datând din 1792. Comuna s-a desființat în 1968, când a fost inclusă în comuna Bărcănești.